# Yala Nemzeti Park
A Yala (යාල) Nemzeti Park Srí Lanka leglátogatottabb és második legnagyobb nemzeti parkja, amely az Indiai-óceánnal határos. Az öt blokkból álló nemzeti parkból már 3 látogatható. Két szomszédos parkja a Kumana Nemzeti Park vagy „Yala East” és a Lunugamvehera Nemzeti Park. A blokkoknak egyedi nevük van, például Palatupana (1. blokk), mely az ország délkeleti részén, a Déli Tartományban és Uva tartományban találhatók. A park területe 979 négyzetkilométer, és Colombotól mintegy 300 kilométerre található.
Yalát 1900-ban jelölték ki vadvédelmi területnek az 1938-ban kijelölt Wilpattuval együtt, Srí Lanka első két nemzeti parkját. A park leginkább vadvilágának sokszínűségéről ismert, és fontos védelmi területe az itteni elefántoknak, leopárdoknak és a vizi madaraknak.
Yala közelében hat nemzeti park és három vadvédelmi terület található. A legnagyobbak közül a Lunugamvehera Nemzeti Park. A park a száraz, félszáraz éghajlati régióban fekszik, és eső főként az északkeleti monszun idején esik. Yala számos ökoszisztémának ad otthont, a nedves monszunerdőtől kezdve az édesvízi és tengeri vizes élőhelyekig.
A park egyike a 70 fontos madárvédelmi területnek (IBA) Srí Lankán. Yala 215 madárfajnak ad otthont, köztük hat Srí Lanka-i endemikus fajnak. A parkban 44 emlősfajról készült feljegyzés, és itt található a világ egyik legnagyobb leopárdsűrűsége is.
Yala közelében hat nemzeti park és három vadvédelmi terület található. A legnagyobbak közül a Lunugamvehera Nemzeti Park. A park a száraz, félszáraz éghajlati régióban található, és eső főként az északkeleti monszun idején esik. Yala számos ökoszisztémának ad otthont, a nedves monszunerdőtől kezdve az édesvízi és tengeri vizes élőhelyekig. A park egyike a 70 fontos madárvédelmi területnek (IBA) Srí Lankán. Yala 215 madárfajnak ad otthont, köztük hat Srí Lanka-i endemikus fajnak. A parkban 44 emlősfajról készült feljegyzés, és itt található a világ egyik legnagyobb leopárdsűrűsége.
Yala környéke több ősi civilizációnak is otthont adott. A park területén két fontos buddhista zarándokhely, Sithulpahuwa és Magul Vihara található. A 2004-es indiai-óceáni szökőár súlyos károkat okozott a Yala Nemzeti Parkban, 250 ember halálát is okozva a környéken. A látogatók száma 2009 óta emelkedik, miután a park biztonsági helyzete javult.

## Története

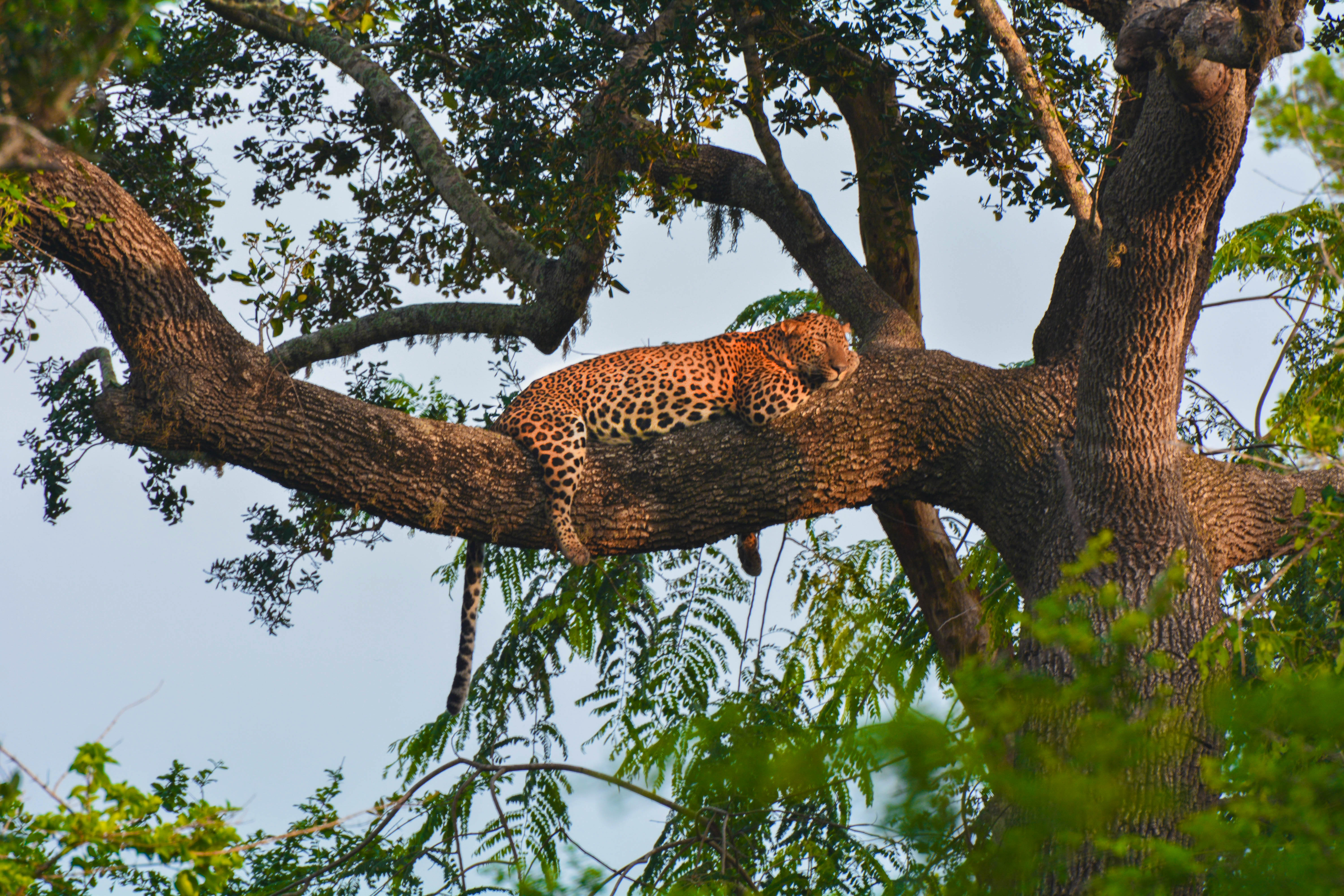

1560-ban Cipriano Sánchez spanyol térképész térképén Yala „300 éve elhagyatott az egészségtelen körülmények miatt.” Sir Alexander Johnston főbíró 1806-ban részletes beszámolót írt Yaláról, miután Trincomalee-ből Hambantotába utazott. 1900. március 23-án a kormány az erdőről szóló rendelet értelmében a Yala és Wilpattu rezervátumok alapítását hirdette ki 

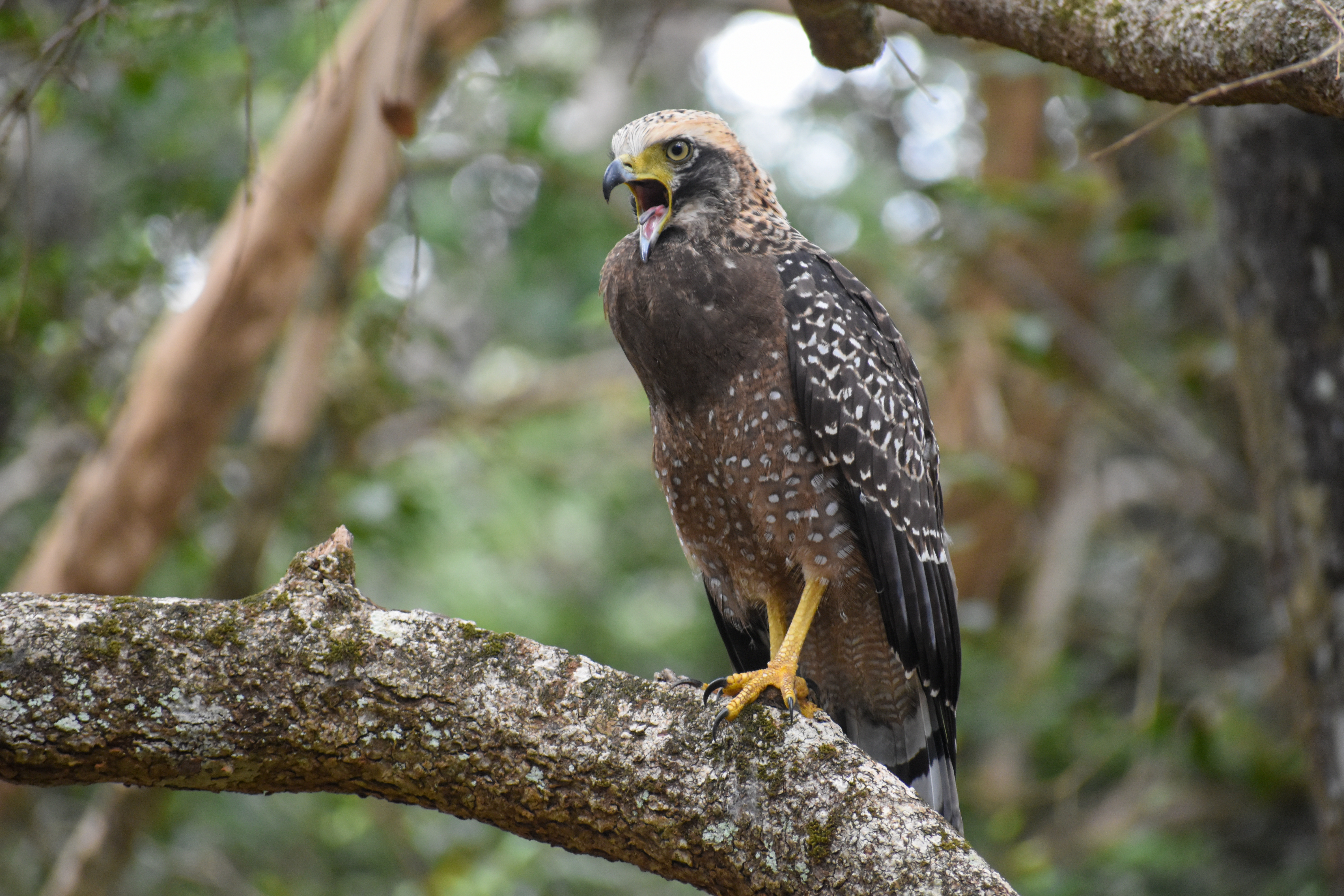

A rezervátum kiterjedése 389 négyzetkilométer volt Menik és a Kumbukkan folyók között. Akkoriban a rezervátum még nem viselte a Yala nevet. 
A Vadvédelmi Társaság, mai nevén Vadvédelmi és Természetvédelmi Társaság jelentős szerepet játszott a rezervátum létrehozásában. A Palatupana és Yala közötti erdőterületet kizárólag az ott élő sportolók számára fenntartott vadászterületté nyilvánították. Parkfelügyelőnek pedig Henry Engelbrechtet nevezték ki.

## A nemzeti park területe
1938. március 1-jén vált Yala nemzeti parkká, amikor D. S. Senanayake mezőgazdasági miniszter törvénybe iktatta a növény- és állatvédelmi rendeletet. A park öt blokkból állt, melyhez később további négy blokkot csatoltak. Yala közelében hat nemzeti park és három vadvédelmi terület található. A Kumana Nemzeti Park, a Yala Szigorú Természetvédelmi Terület, valamint a Kataragama, Katagamuwa és Nimalawa természetvédelmi területek.

## Leírása

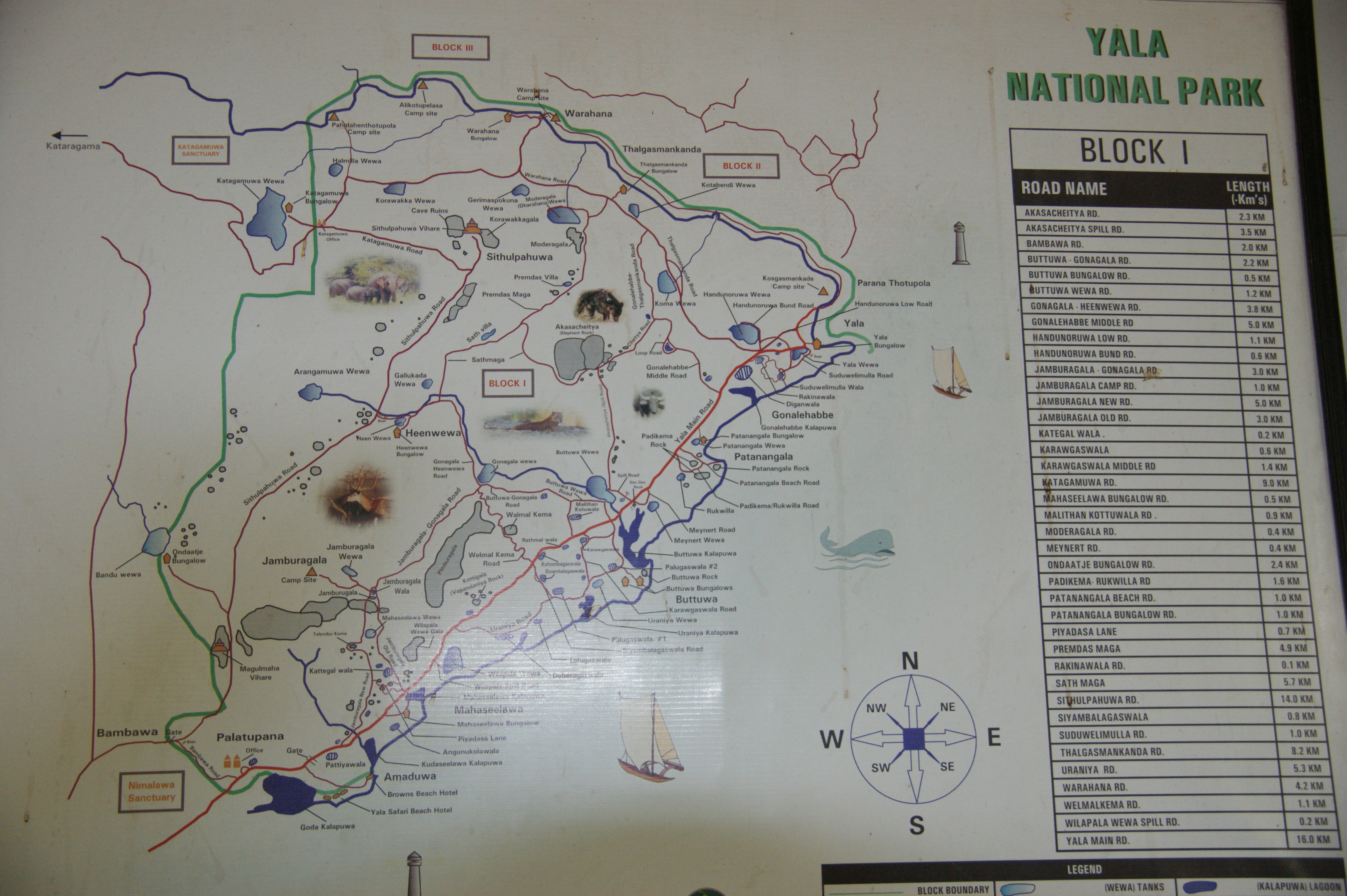

A Yala területét főként a prekambriumi korszakhoz tartozó metamorf kőzetek alkotják, amelyeket két sorozatba, a Vijayan-sorozatba és a Highland-sorozatba sorolnak. A hat talajtípus közül a vörösesbarna talaj és az alacsony humusztartalmú szürke talaj a kiemelkedő.
Yala Srí Lanka legalsó félszigetén fekszik, amely Trincomalee-től Hambantotáig terjed. Topográfiai szempontból a terület sík és enyhén hullámos síkság, amely a part felé halad, a part közelében 30 méteres magassággal, míg a belsejében 100-125 méteres magasságig emelkedik.
A nemzeti park a száraz, félszáraz éghajlati régióban található, és az eső elsősorban az északkeleti monszun idején esik. Az átlagos éves csapadékmennyiség 500-775 milliméter között mozog, míg az átlaghőmérséklet januárban 26,4 °C és áprilisban 30 °C között változik.
Yalában a délnyugati monszun idején az időjárás szelesebb, mint az északkeleti monszun idején, a szél sebessége 23 kilométer/óra és 15 kilométer/óra között van.

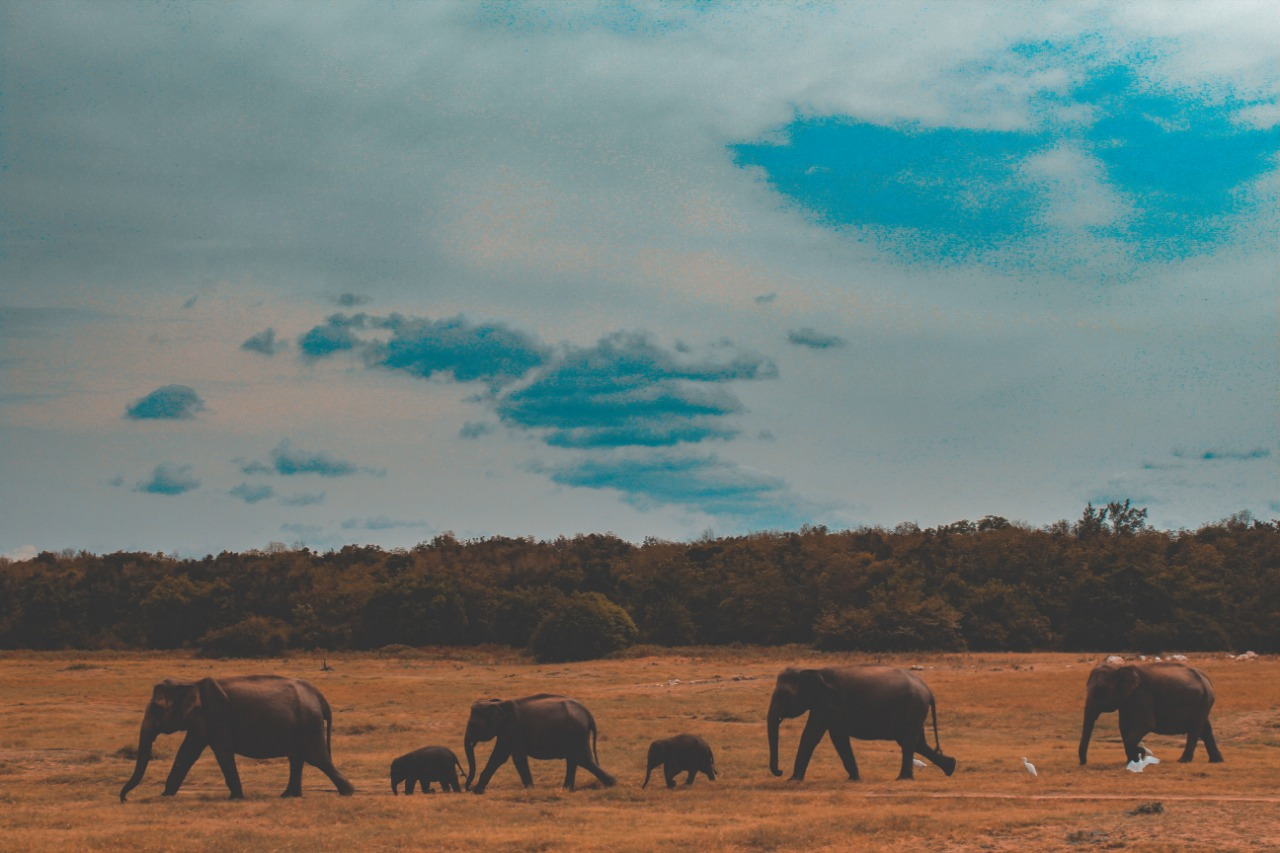

Az északkeleti monszun után bőségesen van víz, de a száraz évszakban a felszíni víz fontos tényezővé válik. A felszíni víztestek patakok, tavak, víznyelők, sziklamedencék és lagúnák formájában jelennek meg. A víznyelők alacsonyan fekvő helyeken fordulnak elő, míg a különböző méretű sziklatócsák egész évben képesek vizet tárolni, és ezért fontos vízforrást jelentenek az elefántok számára. Számos vízimadár és vízibivaly számára a természetes víznyelők ideális élőhelyet jelentenek. Az ilyen víztározók nagyrészt az I. tömbre koncentrálódnak, amelyet a II. tömb követ. Számos tározó található itt, többek között a Maha Seelawa, Buthawa, Uraniya és Pilinnawa tározók. Számos folyó és patak folyik délkeleti irányban, amelyek a szomszédos Uva és a középső hegyek magaslatain erednek. A Kumbukkan Oya keleten, a Menik folyó és mellékfolyói pedig nyugaton folyik át a parkon, és a száraz évszakban fontos vízforrást biztosítanak a park vadon élő állatainak.
Általában a park patakjai a szárazság idején kiszáradnak. Ezek a folyók és patakok bizonyos fokú lefolyásingadozást mutatnak a nedves és száraz évszakok között. A Kumbukkan Oya az esős évszakban hétszer annyi vizet bocsát ki, mint a száraz évszakban. A park partvonala mentén számos lagúna található. Colomboból több útvonalon is el lehet jutni Yalába, a Ratnapurán és Tissamaharamán keresztül vezető útvonal a legrövidebb a maga 270 kilométerével.

## A 2004-esszökőárhatása
Yala a 2004-es indiai-óceáni szökőár közvetlen útvonalában feküdt, amely 90 perccel a keletkezése után érte el Srí Lankát. A szökőár súlyos, de lokális károkat okozott a parkban, és mintegy 250 ember vesztette életét. A szökőár hulláma a jelentések szerint 6,1 méter magas volt. A szökőár hullámai csak a part menti dűnék folyótorkolati résein keresztül értek a szárazföld belsejébe. Az elöntés távolsága 392 és 1490 méter között mozgott. A fő érintett élőhelyek a bozótos erdők és a füves területek. Körülbelül 5000 hektár (19 négyzetmérföld) füves területet, erdőt és vizes élőhelyet érintett közvetlenül a cunami. A műholdfelvételekből kiderült, hogy az NDVI (Normalized Difference Vegetation Index) 0,245 és 0,772 között változik az I. és II. blokkban. A katasztrófa után az NDVI-érték drámai mértékben, 0,2111-re csökkent. A partvonal mentén a terület mintegy 60%-a megváltozott. A tengerhez közelebb a károk súlyosabbak voltak. Két rádiónyakörvvel ellátott elefánt mozgási mintáit elemző tanulmány megállapította, hogy a mozgásuk összhangban volt a cunami hullámai által keltett közvetlen jelzések által kiváltott viselkedéssel, nem pedig a „hatodik érzékre” adott reakcióval.

## Flóra
A Yala Nemzeti Park különböző ökoszisztémákkal rendelkezik, beleértve a nedves monszunerdőket, száraz monszunerdőket, féllombhullató erdőket, tövises erdőket, gyepeket, mocsarakat, tengeri vizes élőhelyeket és homokos partokat.
Az erdővel borított terület főként az I. blokkból és a nyílt parkvidék legelőiből (pelessa gyepek) áll, beleértve néhány kiterjedt gyepet is. Az erdőterület a Menik folyó környékére korlátozódik, míg a legelők a tenger felőli oldalon találhatók.
Az I. tömb egyéb élőhelytípusai a tavak és víznyelők, Lagúnafajták, mangroveerdők. A Buthuwa lagúnában a mangrovevegetáció nagyrészt Rhizophora mucronata, míg az Avicennia spp. és az Aegiceras spp. kevésbé gyakori.
A II. blokk növényzete hasonló az I. blokk növényzetéhez, Yalawela pedig, amely egykor termékeny rizsföld volt, pitiya füves területeket képvisel. A II. blokk mangrovei a Menik folyó torkolata körül találhatók, amelyek 100 hektárra (0,39 négyzetmérföldre) terjednek ki.
A leggyakoribb mangrovefajták a Rhizophora mucronata, Sonneratia caseolaris, Avicennia spp. és az Aegiceras corniculatum. A Pilinnawa, Mahapothana és Pahalapothana lagúnák szintén ebben a blokkban találhatók. A többi gyakori mangrovefaj az Acanthus ilicifolius, az Excoecaria agallocha és a Lumnitzera racemosa. A csupasz homokban a Crinum zeylanicum található.